# Kazuya Onohara
Kazuya Onohara (小野原 和哉 Onohara Kazuya?, Osaka, 19 de abril de 1996) es un futbolista japonés que juega como centrocampista en el Blaublitz Akita de la J2 League.

## Trayectoria
En 2019 se unió al Renofa Yamaguchi FC de la J2 League.

## Clubes
| Club                     | País     | Año       |
| ------------------------ | -------- | --------- |
| Renofa Yamaguchi F. C.   | Japón    | 2019      |
| U. D. Oliveirense        | Portugal | 2020-2021 |
| Zweigen Kanazawa         | Japón    | 2022-2024 |
| Blaublitz Akita (cedido) | Japón    | 2024      |
| Blaublitz Akita          | Japón    | 2025-     |